# Отдел мокрых дел
«Отдел мокрых дел» — канадский детективный телесериал в жанре полицейской драмы. В России был показан телеканалом «Hallmark».

## Сюжет
Сюжет телесериала разворачивается в Торонто. Детективы убойного отдела Джек (Джексон) Пог и Эд (Эдмунд) Остерхаус вызваны на расследование убийства полицейского под прикрытием. К ним прикрепляют заместителя главы департамента полиции Викторию Кастильо. У них тут же возникают сложности в сотрудничестве, так как детектив Остерхаус считает что полицейское руководство во главе с Кэй Барроу ведет нечестную игру. Однако после окончания расследования Барроу предложила Остерхаусу, Погу и Кастильо создать свой отдел по расследованию убийств.

## Главные герои
- Эд (Эдмунд) Остерхаус — детектив полиции, специализируется на убийствах. Справедлив, хотя иногда склонен к горячности. Любит свою работу. Не женат.
- Джек (Джексон) Пог — детектив полиции, напарник Эда Остерхауса. Преданный своей работе полицейский. У Пога есть старший брат. Пог разведён, у него есть маленькая дочь.
- Кэй Барроу — шеф департамента, а позже исполняющий обязанности шефа полиции. Твердый характер и умение выходить из сложных ситуаций помогают ей в работе, хотя она нередко допускает ошибки. У неё есть незамужняя дочь и внучка.
- Виктория Кастильо — детектив полиции, начальник отдела. Кастильо умна, однако иногда принимает дела слишком лично. Много лет назад её изнасиловал собственный парень, в результате чего у неё родился сын, от которого она отказалась. Позже она хотела найти сына, но потом решила прекратить поиски для спокойствия ребенка. Известно что ей 34 года.

## Эпизоды
С января 2001 по июль 2004 было снято 4 сезона, всего 52 серий (по 13 эпизодов в каждом).
| Сезон | Сезон | Эпизоды | Первоначальный эфир | Первоначальный эфир | Дата выхода DVD | Дата выхода DVD | Дата выхода DVD | Дата выхода DVD | Дата выхода DVD |
| Сезон | Сезон | Эпизоды | Премьера сезона     | Финал сезона        | Регион 1        | Регион 2        | Регион 3        | Регион 4        |                 |
| ----- | ----- | ------- | ------------------- | ------------------- | --------------- | --------------- | --------------- | --------------- | --------------- |
|       | 1     | 13      | 10 января 2001      | 2 апреля 2001       | н/д             | н/д             | н/д             | н/д             |                 |
|       | 2     | 13      | 12 октября 2001     | 30 января 2002      | н/д             | н/д             | н/д             | н/д             |                 |
|       | 3     | 13      | 17 января 2003      | 25 апреля 2003      | н/д             | н/д             | н/д             | н/д             |                 |
|       | 4     | 13      | 21 апреля 2004      | 7 июля 2004         | н/д             | н/д             | н/д             | н/д             |                 |

## Награды
Телесериал был удостоен ряда наград. С 2001 по 2004 год был многократно выдвинут на премию «Джемини» и выиграл её семь раз:
«Джемини» 2001
- Лучшая гостевая мужская роль в драматическом сериале (Николас Кэмпбелл в эпизоде «Стальные бочки»)[4]
- Лучшая гостевая женская роль в драматическом сериале (Кэри Матчетт в эпизоде «Интенсивная терапия»)[5]

«Джемини» 2002
- Лучшая гостевая женская роль в драматическом сериале (Джули Чантрей в эпизоде «Семьянин»)

«Джемини» 2003
- Лучшая гостевая мужская роль в драматическом сериале (Уинстон Рекерт в эпизоде «Их разыскивает Америка»)[8]
- Лучшая гостевая женская роль в драматическом сериале (Кейт Троттер в эпизоде «Тяжелое время»)
- Лучшая актриса второго плана в драматическом сериале (Дженни Рэймонд)

«Джемини» 2004
- Лучшая гостевая женская роль в драматическом сериале (Никки Гуаданьи в эпизоде «Свидетель»)

Шоу несколько раз было номинировано на премии WGC Award, DGC Team Award и CSC Award, но не выиграло ни одной из них.